# Prasketač
Prasketač (znanstveno ime Brachinus crepitans) je vrsta krešiča. Biva predvsem na območju Južne in Srednje Evrope, pa tudi na Britanskem otočju na južnih priobalnih delih Anglije in Walesa, na severu do sredine Švedske, ter v Severni Afriki.
Odrasli osebki v dolžino zrastejo 6,5–9,5 mm. Glavoprsje je rdečerumene barve, trdne pokrovke oz. elitre (spremenjeni deli kril) pa so temno modrozelene barve.
Prasketač navadno živi na suhih in sončnih območjih, predvsem na travnikih z apnenčastimi in krednimi tlemi, robovih njiv in kamnolomih krede. Najbolj aktiven je maja in junija. Življenjski krog prasketača je slabo preučen, vendar domnevajo, da njegove ličinke zajedajo bube nekaterih vrst hroščev, kot sta Amara convexiuscula in Ocypus ater.
Najbolj znan je po svojem obrambnem sistemu, pri katerem v napadalca oz. plenilca izbrizga jedek in zelo vroč izloček. Nevaren izloček nastaja v paru žlez, ki se nahaja v zadku. Ena od žlez proizvaja 30 % raztopino vodikovega peroksida (H2O2) in hidrokinon, druga žleza pa vsebuje mešanico encimov peroksidaz. Ob grožnji izbrizga vsebino žleze s H2O2 in hidrokinonom v žlezo z mešanico, pri čemer poteče reakcija med omenjenima reagentoma, tako da tekoča mešanica zavre do 100 °C. Prasketač vsebino natančno izbrizga v napadalca z obračanjem zadka, kar spremlja relativno glasno prasketanje, po čemer je tudi dobil vrstno ime, ki izhaja iz latinščine (crepitans - škripanje).